# Krope
Krope je priimek več znanih Slovencev:
- Franc Krope, častni metliški občan
- Jurij Krope (*1944), strojnik, energetik, univ. prof.
- Srečko (Felix) Krope (*1962), policist in veteran vojne za Slovenijo